# Parafia Zmartwychwstania Pańskiego w Belkofsky
Parafia Zmartwychwstania Pańskiego – parafia prawosławna w Belkofsky. Jedna z 14 parafii dekanatu Unalaska diecezji Alaski Kościoła Prawosławnego w Ameryce.